# Маклейн, Джордж
Джордж Томлинсон Маклейн (англ. George Tomlinson McLean; род. 26 мая 1943, Пейсли, Шотландия) — шотландский футболист, нападающий.

## Клубная карьера
Родился 26 мая 1943 года в Пейсли. В 1959 году подписал контракт с командой своего родного города «Сент-Миррен». В её составе он провел три сезона, дойдя до финала Кубка Шотландии сезона 1961/62.
В январе 1963 года Маклейн перешёл в «Рейнджерс», где были[кто?] впечатлены хорошим финалом, сыгранным Маклейном. Вместе с клубом он выиграл три Кубка Шотландии.
После завершения своей игры в «Рейнджерс» в 1967 году он перешёл в «Данди», пробыв там два сезона.
В марте 1969 года Маклейн перешёл в «Данфермлин Атлетик», где пробыл до 1971 года.
С 1971 по 1975 год он играл за «Эр Юнайтед». Игра за клуб стала самой результативной в его карьере. Во время своего пребывания в «Эр Юнайтед» Маклейн короткое время находился в аренде у канадского «Ванкувер Уайткэпс».
Завершил свою карьеру в составе клуба «Гамильтон Академикал» в 1976 году.

## Карьера в сборной
В 1968 году Маклейн провёл свой единственный матч в составе национальной сборной Шотландии против сборной Нидерландов.